# Prospectus and Specimen of an Intended National Work

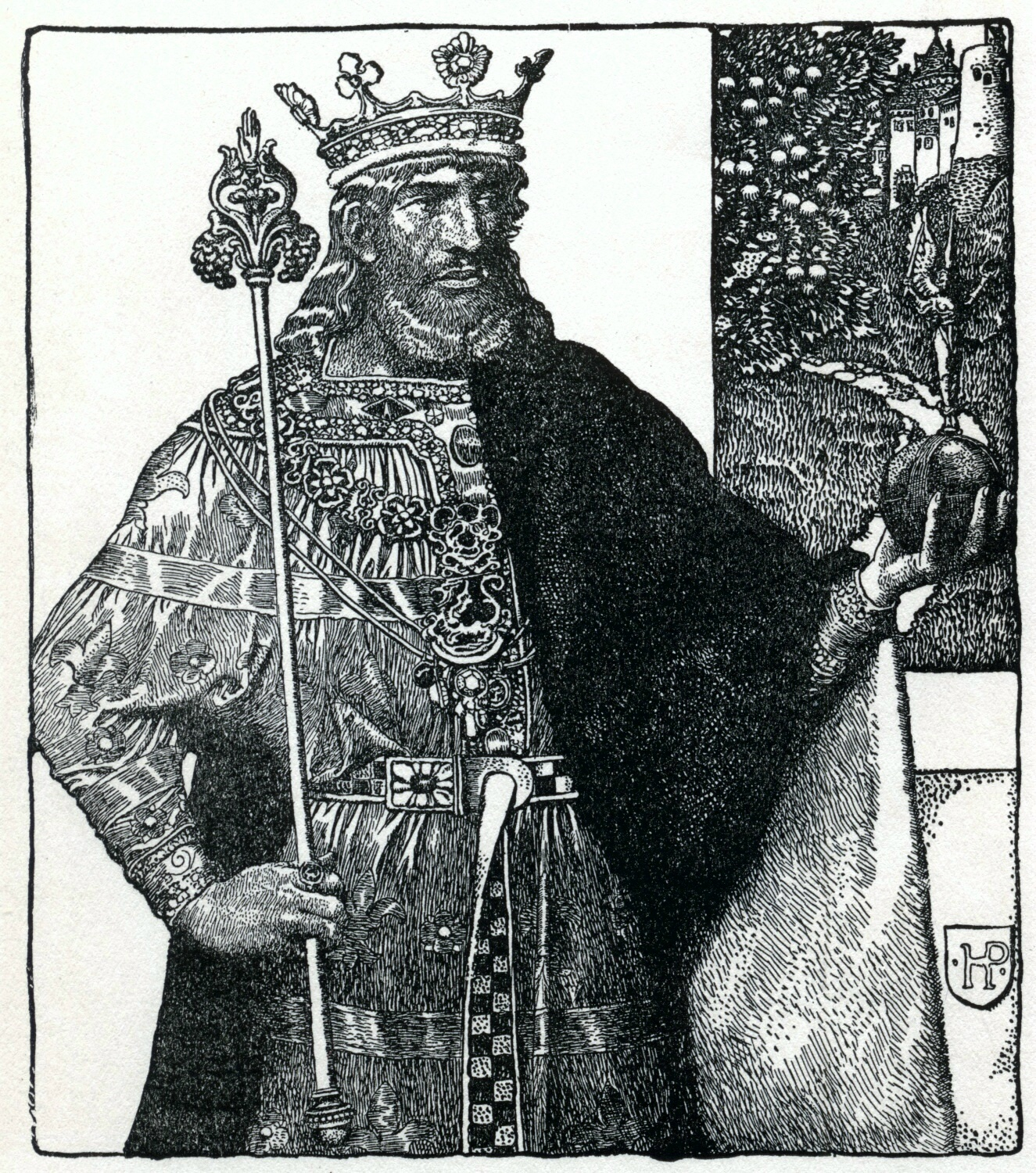
Arthur Pyle, Artur, król Brytanii

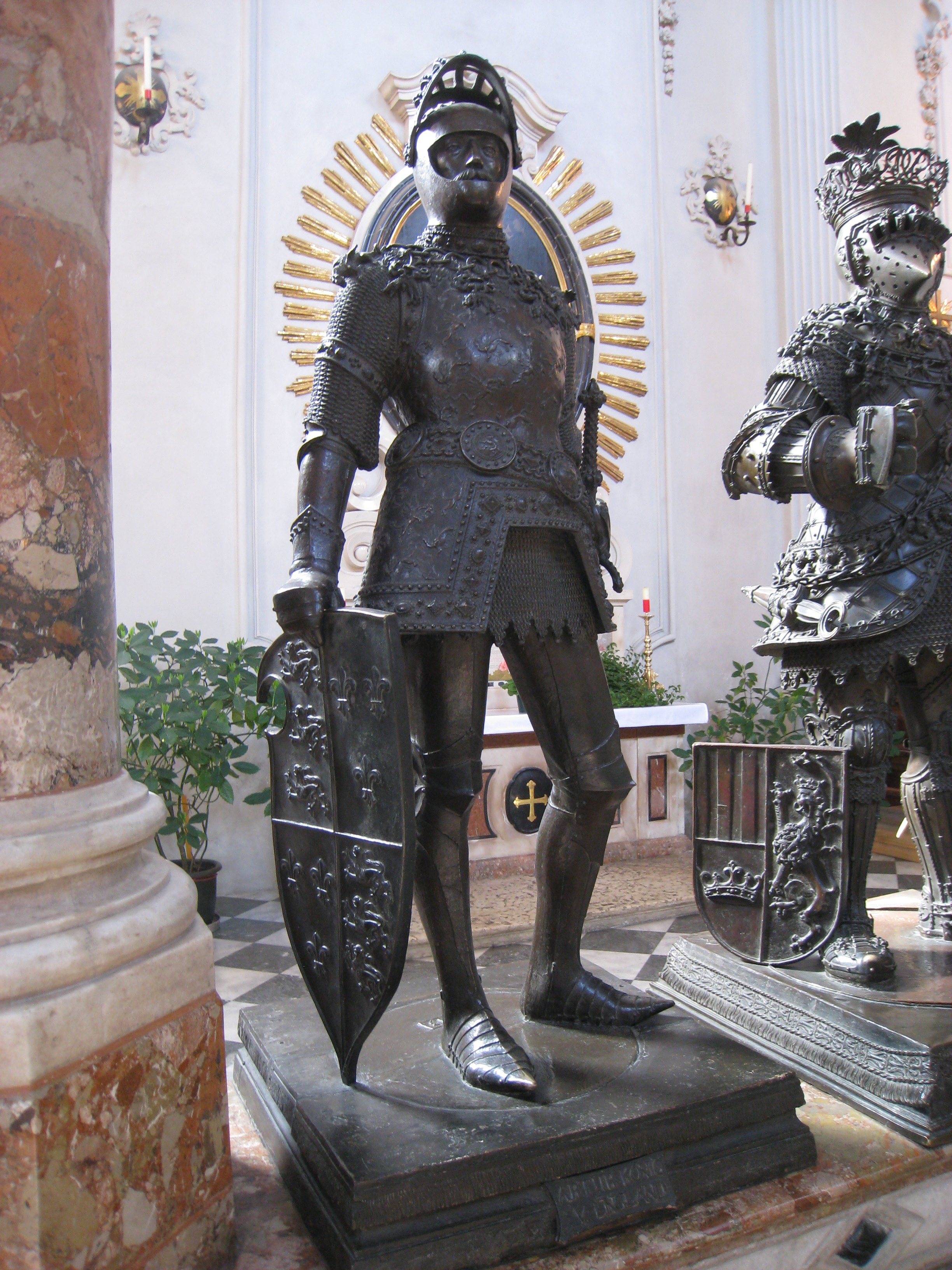
Pomnik króla Artura w Innsbrucku. Według projektu Albrechta Dürera rzeźbę wykonał Peter Vischer Starszy

Prospectus and Specimen of an Intended National Work – poemat angielskiego dyplomaty i poety Johna Hookhama Frere’a, opublikowany w latach 1817-1818. Dzieło to potocznie jest nazywane The Monks and the Giants. Stanowi opracowanie motywów z legend o Królu Arturze. Utwór został napisany oktawą (ottava rima), czyli strofą ośmiowersową pochodzenia włoskiego rymowaną abababcc, układaną po włosku jedenastozgłoskowcem (endecasillabo), a po angielsku jambicznym pięciostopowcem, czyli sylabotonicznym dziesięciozgłoskowcem, w którym akcenty są ustabilizowane na parzystych sylabach wersu. Frere’a uważa się za autora, który reaktywował oktawę w Anglii po długim okresie jej nieobecności.

I've often wish'd that I could write a book,
Such as all English people might peruse;
I never should regret the pains it took,
That's just the sort of fame that I should chuse:
To sail about the world like Captain Cook,
I'd sling a cot up for my favourite Muse,
And we'd take verses out to Demerara,
To New South Wales, and up to Niagara.

Prawdopodobnie z twórczości Frere’a oktawę przejął George Gordon Byron.